# Notre-Dame-de-Monts
Notre-Dame-de-Monts è un comune francese di 1 889 abitanti situato nel dipartimento della Vandea, nella regione dei Paesi della Loira.

## Società

### Evoluzione demografica
Abitanti censiti